# 쿨플리
쿨플리는 KBS 쿨FM(수도권 FM 89.1MHz)에서 2024년 1월 1일부터 방송중인 논스톱 BGM 음악 프로그램이다.

## 역대 방송시간
| 방송 채널 | 방송 기간                        | 방송 시간                  | 방송 분량  |
| --------- | -------------------------------- | -------------------------- | ---------- |
| KBS 쿨FM  | 2024년 1월 1일 ~ 2024년 3월 31일 | 매일 밤 12:00 ~ 새벽 4:53  | 4시간 53분 |
| KBS 쿨FM  | 2024년 4월 1일 ~ 2024년 9월 1일  | 매일 새벽 1:00 ~ 새벽 4:53 | 3시간 53분 |
| KBS 쿨FM  | 2024년 9월 2일 ~ 2025년 2월 9일  | 매일 새벽 2:00 ~ 새벽 4:53 | 2시간 53분 |

## 선곡 테마
- 1부
  - 2000년대 국내가요
  - 2010년대 이후 국내가요
- 2부
  - 올드팝
  - 최신팝
- 3부
  - 1990년대 국내가요

## 중간 멘트
- | “ | 당신과 음악만 존재하는 시간, 쿨플리 | ” |
- | “ | 지금 듣고 있는 노래가 궁금하다면 쿨플리 홈페이지를 방문해주세요. | ” |
- | “ | 지금 여러분은 쿨플리와 함께 하고 계십니다. | ” |
- | “ | 내 고막, 쿨해질 수 있을까? 쿨플리 | ” |
- | “ | 귀가 쉬어가는 시간, 쿨타임 | ” |

## 같이 보기
- 음악의 발견 (MBC FM4U, 새벽 3시 ~ 4시 55분) - 동시간대 프로그램
- K팝 투데이 (MBC FM4U, 오전 5시 ~ 6시)
- TBN 플레이리스트 (TBN 교통방송, 밤 12시 ~ 새벽 5시 47분)